# نیترات ردوکتاز
نیترات ردوکتازها مولیبدوآنزیم‌هایی هستند که موجب کاهش نیترات به نیتریت می‌شوند. این واکنش برای تولید پروتئین در اکثر گیاهان کشاوری حیاتی است، زیرا نیترات منبع اصلی نیتروژن در خاک‌های بارور شده‌است.

## انواع

### یوکاریوتی
نیترات ردوکتازهای یوکاریوتی بخشی از خانواده مولیبدوآنزیم‌های سولفیت اکسیداز هستند. آنها الکترون‌ها را از NADH یا NADPH به نیترات منتقل می‌کنند.